# Стоктон (Јута)
Стоктон (енгл. Stockton) град је у америчкој савезној држави Јута.

## Демографија
По попису из 2010. године број становника је 616, што је 173 (39,1%) становника више него 2000. године.
| Група             | 2000.       | 2010.       |
| Белци             | 406 (91,6%) | 567 (92,0%) |
| Афроамериканци    | 0 (0,0%)    | 1 (0,2%)    |
| Азијати           | 2 (0,5%)    | 0 (0,0%)    |
| Хиспаноамериканци | 28 (6,3%)   | 41 (6,7%)   |
| Укупно            | 443         | 616         |